# Kampinos (gmina)
Kampinos – gmina wiejska w województwie mazowieckim, w powiecie warszawski zachodnim. Siedzibą gminy jest Kampinos.
Według danych z Narodowego Spisu Powszechnego 2011 gminę zamieszkiwało 4212 osób, według szacunków GUSu w 2022r. było to 4466 osób. Większość mieszkańców gminy prowadzi typowo wiejski styl życia, choć mieszkańcy samego Kampinosu pracują głównie w gminie, a także w sąsiednich gminach, takich jak Leszno, Teresin oraz w Sochaczewie, Błoniu i Warszawie. Gmina daje zatrudnienie mieszkańcom gmin takich jak Sochaczew, Teresin i Leoncin.
Oficjalnie występuje podział na wieś Kampinos i Kampinos A, jednak w praktyce obie miejscowości stanowią jeden organizm w takiej formie jak Izabelin C i B.
W latach 1918–1939 gmina położona była w województwie warszawskim w powiecie sochaczewskim i miała inny kształt granic północnych i południowych. 5 października 1973 do gminy Kampinos włączono sołectwo Kirsztajnów z gminy Tułowice. W latach 1975–1998 gmina położona była w województwie warszawskim. 

## Struktura powierzchni
Według danych z roku 2002 gmina Kampinos ma obszar 84,25 km², w tym:
- użytki rolne: 73%
- użytki leśne: 19%

Gmina stanowi 15,81% powierzchni powiatu.

## Demografia
Dane z 2011 r.:
| Opis                              | Ogółem | Ogółem | Kobiety | Kobiety | Mężczyźni | Mężczyźni |
| --------------------------------- | ------ | ------ | ------- | ------- | --------- | --------- |
| Jednostka                         | osób   | %      | osób    | %       | osób      | %         |
| Populacja                         | 4212   | 100    | 2124    | 50,6    | 2074      | 49,4      |
| Gęstość zaludnienia [mieszk./km²] | 50     | 50     | 25,2    | 25,2    | 24,6      | 24,6      |

Największe wsie gminy (dane z 2012 roku)

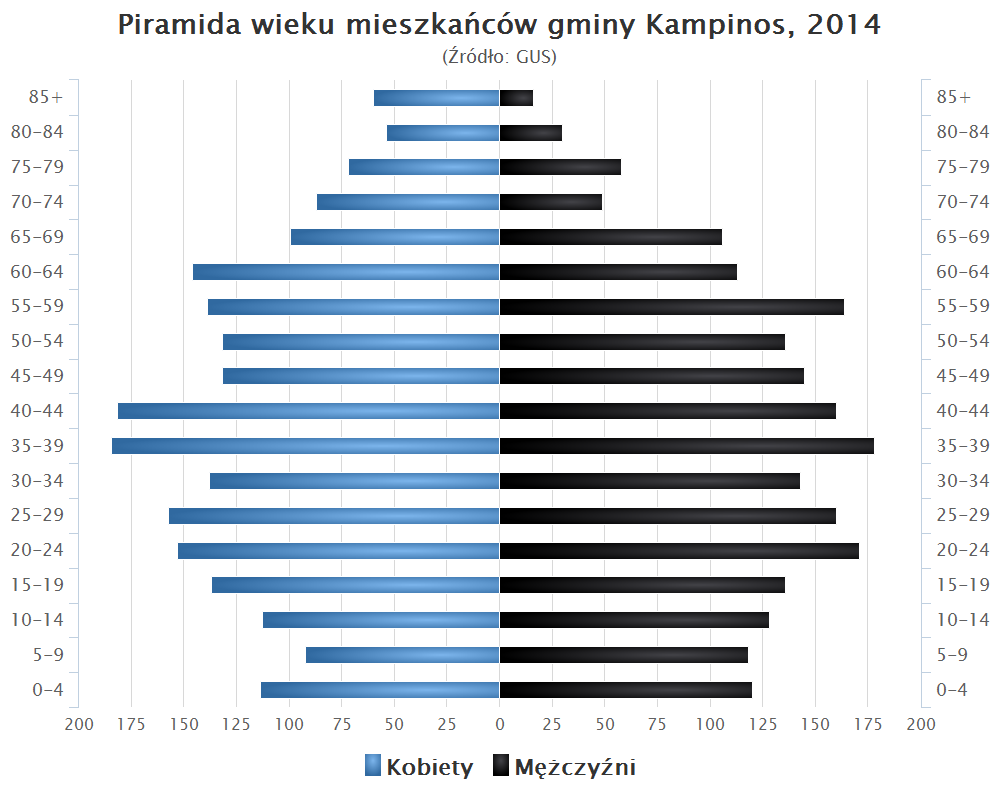
Piramida wieku mieszkańców gminy Kampinos w 2014 roku

| Miejscowość     | Liczba ludności |
| --------------- | --------------- |
| Kampinos        | 806             |
| Wiejca          | 452             |
| Kampinos A      | 447             |
| Komorów         | 309             |
| Wola Pasikońska | 278             |
| Łazy            | 262             |
| Strzyżew        | 230             |
| Szczytno        | 217             |
| Podkampinos     | 195             |
| Pasikonie       | 160             |

## Edukacja i nauka

### Szkoły
- Szkoła Podstawowa im. Zygmunta Padlewskiego w Kampinosie.

### Przedszkola
- Przedszkole Publiczne w Kampinosie.

## Inne

### Festyny
Gmina organizuje co roku Eko Piknik (wrzesień) odbywający się na gminnym boisku do piłki nożnej w Kampinosie. Na imprezie grały gwiazdy polskiej muzyki, m.in. Doda, Feel i Boys.

### Muzea
W Granicy znajduje się muzeum Kampinoskiego Parku Narodowego.

### Prasa
W Kampinosie wychodzi prasa lokalna – bezpłatny dwutygodnik Biuletyn Kampinoski wydawany przez Urząd Gminy Kampinos. Można tu kupić także prasę powiatu warszawskiego zachodniego. Bliskość Sochaczewa sprawia, że można tu też nabyć prasę sochaczewską.

### Przemysł
- Ferniko (dawniej Estyma) – zakład przemysłowy produkujący produkty papierowe, m.in. kalendarze,
- Kenig – firma przewozowa.

### Handel
W Kampinosie znajduje się 8 sklepów spożywczych, 3 sklepy odzieżowe, 2 zakłady fryzjerskie, 2 centra budowlane, 2 sklepy przemysłowe, 2 kwiaciarnie, bank, 3 warsztaty samochodowe, kiosk, stacja benzynowa „Orlen”, stacja LPG, piekarnia, bar, pizzeria i sklep komputerowy.
W Wiejcy znajdują się 3 sklepy spożywcze i warsztat samochodowy.

### Sport
W gminie działa klub piłkarski Orzeł Kampinos, a także klub zapaśników Ryś Kampinos. Funkcjonuje także boisko Orlik 2012, otworzone w lipcu 2008 roku.

## Sołectwa
Budki Żelazowskie, Grabnik, Józefów, Kampinos, Kampinos A, Komorów, Kwiatkówek, Łazy, Pasikonie, Pindal, Podkampinos, Prusy, Skarbikowo, Gnatowice, Strojec, Strzyżew, Szczytno, Wiejca, Wola Pasikońska, Zawady.

## Pozostałe miejscowości
Bieliny, Bromierzyk, Granica, Karolinów, Kirsztajnów, Koszówka, Ludwików, Łazy Leśne, Rzęszyce.

## Sąsiednie gminy
Brochów, Leoncin, Leszno, Sochaczew, Teresin